# スポーツ省 (ブラジル)
スポーツ省（スポーツしょう、葡：Ministério do Esporte：ME）は、ブラジルの中央官庁。
スポーツにかかわる行政機関は1937年以来、教育省内に設けられ管理されていた。
1990年、フェルナンド・コロール・デ・メロ大統領政権下ではアルトゥール・アントゥネス・コインブラ（通称：ジーコ）がスポーツ担当大臣に任命され1991年まで勤めた。
1995年、フェルナンド・エンリケ・カルドーゾ大統領政権の下で教育省から分離してスポーツ特別省（MEE）として創設された。1998年12月31日、n 1.794-8法により観光関連事業も取扱うと定められスポーツ観光省（MET）に改編されるが、ルイス・イナシオ・ルーラ・ダ・シルヴァ大統領政権でスポーツ省に改編される。2019年、ジャイール・ボルソナロの大統領就任とともに廃止され、市民権省に統合されたが、2023年に第2期ルーラ政権が発足すると旧に復された。
スポーツ省は事務局、スポーツ・教育・レジャー・社会統合局、エリートスポーツ局・サッカーとサポーターに権利擁護局がある。ブラジルにおけるスポーツ振興を主な職掌とするが、他にはクオリティ・オブ・ライフの概念の普及や人間開発指数の算出なども行う。

## 歴代大臣
| 1                          | エドソン・アランテス・ド・ナシメント(通称：ペレ) | 1995 - 1998 | フェルナンド・エンリケ・カルドーゾ     |
| 2                          | ラファエル・グレカ                               | 1999 - 2000 | フェルナンド・エンリケ・カルドーゾ     |
| 3                          | カルロス・カルモ・メレス                         | 2000 - 2002 | フェルナンド・エンリケ・カルドーゾ     |
| 4                          | カイオ・シベーリャ・デ・カルヴァーリョ           | 2002 - 2003 | フェルナンド・エンリケ・カルドーゾ     |
| 5                          | アグネロ・ケイロス                               | 2003 - 2006 | ルイス・イナシオ・ルーラ・ダ・シルヴァ |
| 6                          | オルランド・シルバ・デ・ジェスス・ジュニオール   | 2006 - 2011 | ルイス・イナシオ・ルーラ・ダ・シルヴァ |
| 7                          | アルド・レベロ                                   | 2011 - 2015 | ジルマ・ルセフ                         |
| 8                          | ジョージ・ヒルトン                               | 2015 - 2016 | ジルマ・ルセフ                         |
| 9                          | リカルド・レイゼル                               | 2016        | ジルマ・ルセフ                         |
| 10                         | レオナルド・ピッシャーニ                         | 2016 - 2018 | ミシェル・テメル                       |
| 11                         | レアンドロ・クルス                               | 2018 - 2019 | ミシェル・テメル                       |
| 市民省に統合 (2019 - 2023) |                                                  |             |                                        |
| 12                         | アナ・モーゼル                                   | 2023        | ルイス・イナシオ・ルーラ・ダ・シルヴァ |
| 13                         | アンドレ・フフカ                                 | 2023 -      | ルイス・イナシオ・ルーラ・ダ・シルヴァ |